# Alfonso Celis Jr.
Alfonso Celis Enecoiz (Città del Messico, 18 settembre 1996) è un ex pilota automobilistico messicano, è stato il terzo pilota della Force India.

## Carriera

### Kart
Celis iniziò a correre con i kart nel 2009 fino al 2012 nel campionato messicano locale di kart.

### Formula Renault 2.0
Il pilota messicano firmò un contratto con Fortec Motorsport per partecipare alla Formula Renault 2.0 nel 2013. Finì il campionato con undici punti, realizzando anche un podio, finendo quattordicesimo nel campionato.

### GP3 Series
Nel 2014 fu ingaggiato dalla Status Grand Prix per correre in GP3. L'anno seguente passò alla ART Grand Prix e chiuse dodicesimo in classifica.

### Formula 1
Celis ha firmato un contratto con la scuderia Force India come terzo pilota per il 2016. Ha guidato per la prima volta una vettura di Formula 1 durante le prove libere del Gran Premio del Bahrein. È stato confermato come pilota di riserva anche per la stagione successiva, partecipando ai test di Barcellona.

### Indy
Nel 2018 partecipò a due gare di Indy Lights con il team Juncos Racing, nelle quali ottenne 27 punti e l'undicesimo posto in classifica. Successivamente prese parte anche a due prove della IndyCar, concludendo 36º in classifica.